# توم والش
توم والش (بالإنجليزية: Tom Walsh) (11 يوليو 1996 في المملكة المتحدة - ) هو لاعب كرة قدم بريطاني في مركز الوسط. شارك مع منتخب اسكتلندا تحت 17 سنة لكرة القدم ومنتخب اسكتلندا تحت 19 سنة لكرة القدم. أما مع النوادي، فقد لعب مع نادي دمبرتون ونادي رينجرز ونادي ستنهاوسموير.

## وصلات خارجية
- توم والش على موقع الاتحاد الإسكتلندي (الإنجليزية)
- توم والش على موقع قاعدة بيانات كرة القدم.إي يو (الإنجليزية)
- توم والش على موقع Soccerbase.com (لاعب) (الإنجليزية)

{{شريط تصفح تشكيلة فريق كرة قدم
|الاسم=
|اسم الفريق= نادي إنفرنيس
|القائمة=
- 5 Remi Savage [الإنجليزية]‏
- 6 ديفين
- 8 Adam Mackinnon [الإنجليزية]‏
- 9 مكاي
- 11 لونغستاف
- 12 Matthew Strachan (footballer) [الإنجليزية]‏
- 14 Calum MacLeod (footballer) [الإنجليزية]‏
- 15 Gardiner
- 16 Walker
- 18 Robbie Thompson (Scottish footballer) [الإنجليزية]‏
- 19 Keogh
- 20 Corner
- 25 Rebilas
- 26 Paul Allan [الإنجليزية]‏
- 28 Nixon
- 29 Reid
- -- Clark
- -- Thompson
- مدرب: Kellacher